# Sharaf Regio
La Sharaf Regio è una struttura geologica della superficie di Plutone.